# Ilex mitis
Ilex mitis és arbre perenne alt i dens de la família de les Aqüifoliàcies, el qual és autòcton d'Àfrica del Sud. Pot arribar a mesurar entre 10 i 25 m d'alçada. Fa una bardissa de ràpid creixement excel·lent pels jardins, creixent ben alt, dret i dens. L'escorça de l'arbre quan és jove és d'un color gris marronós amb taques de crestes transversals blanques i llises, i taques suroses de color groc marronós. A mesura que l'arbre envelleix es torna uniformement gris blanquinós amb taques fosques i rugoses.
Ilex mitis és l'única espècie del gènere Ilex a l'Àfrica Austral, tot i que és molt abundant. Creix a zones humides, frescals i als marges dels rius, des del nivell de mar fins a altes muntanyes. Als boscos de Knysna, els elefants mostren un gust particular per les seves fulles. També forma uns fruits vermells molt atractius pels ocells, els quals en dispersen les seves llavors.

## Galeria

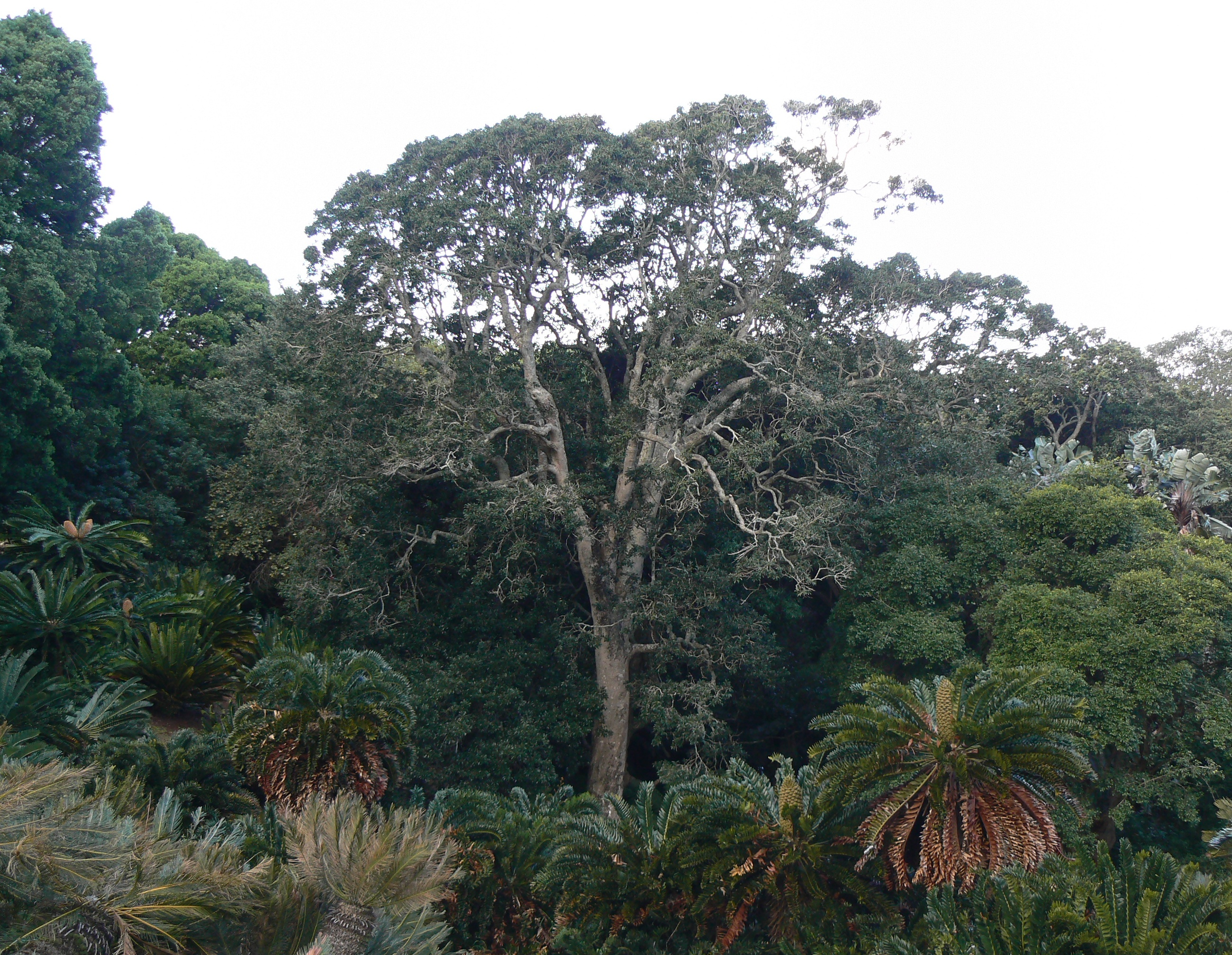
Si no se'l poda ocasionalment, Ilex mitis pot eventualment créixer enormement.
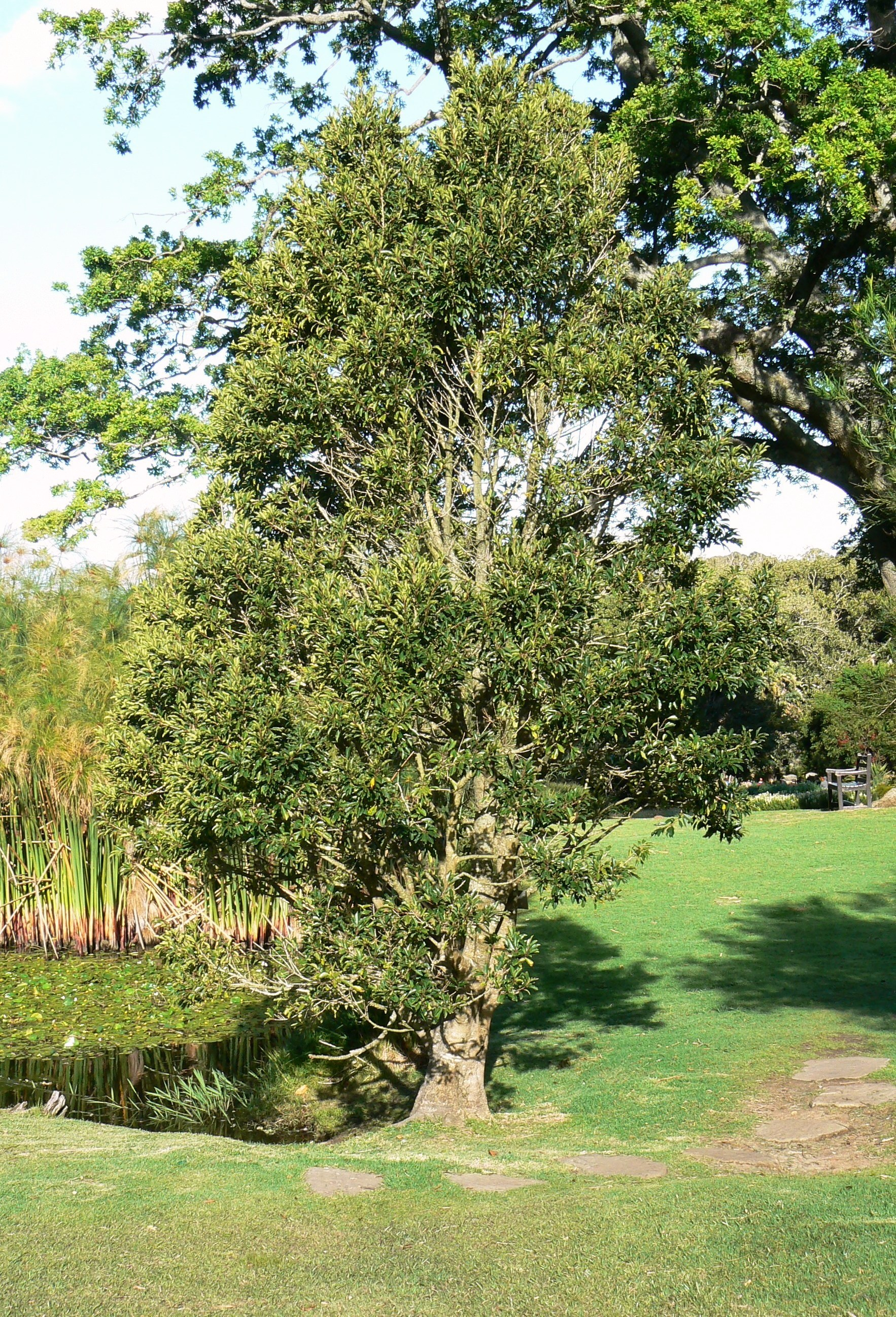
Un petit Ilex mitis creixent sense ser podat.
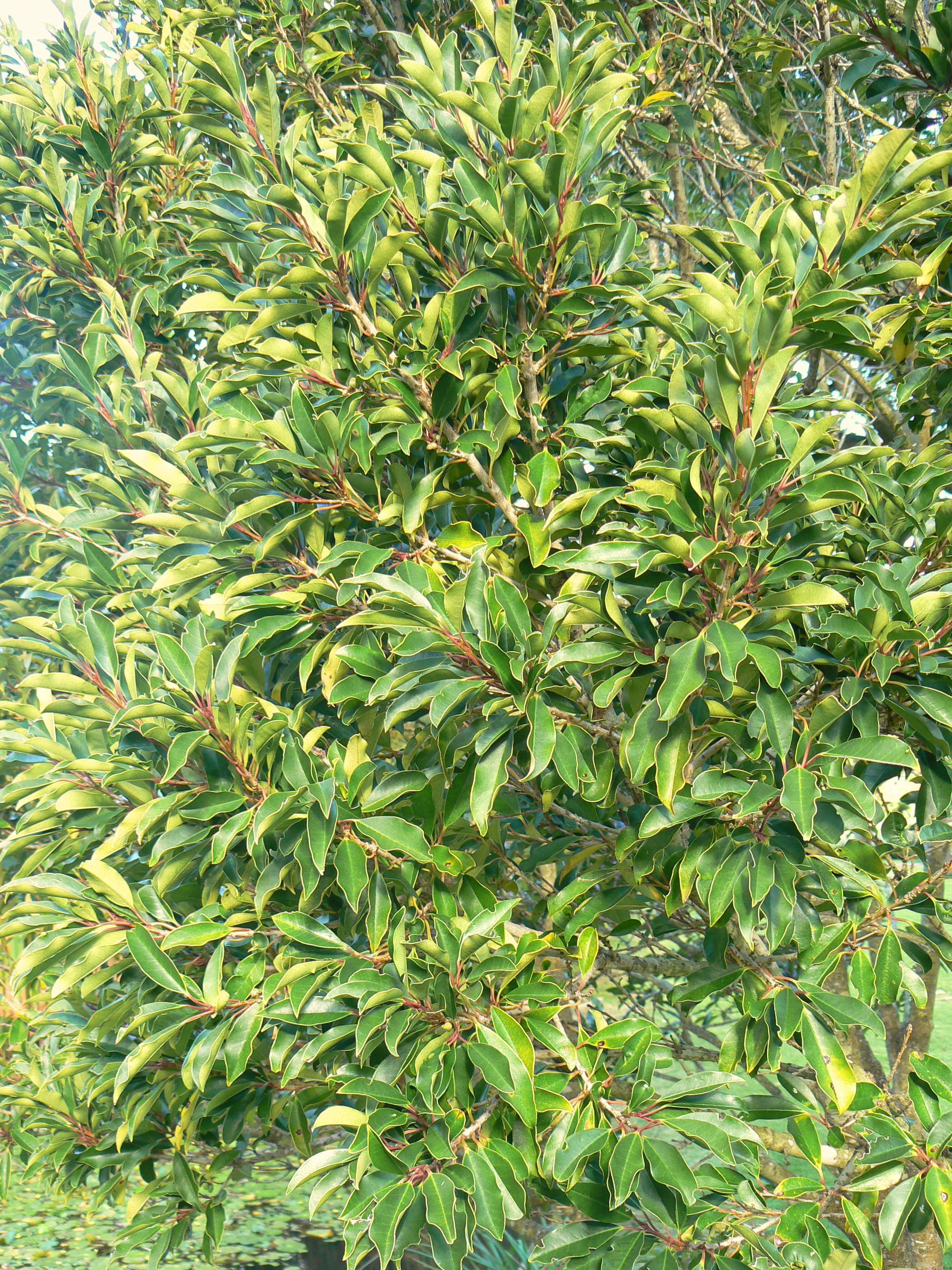
Detall del fullatge.
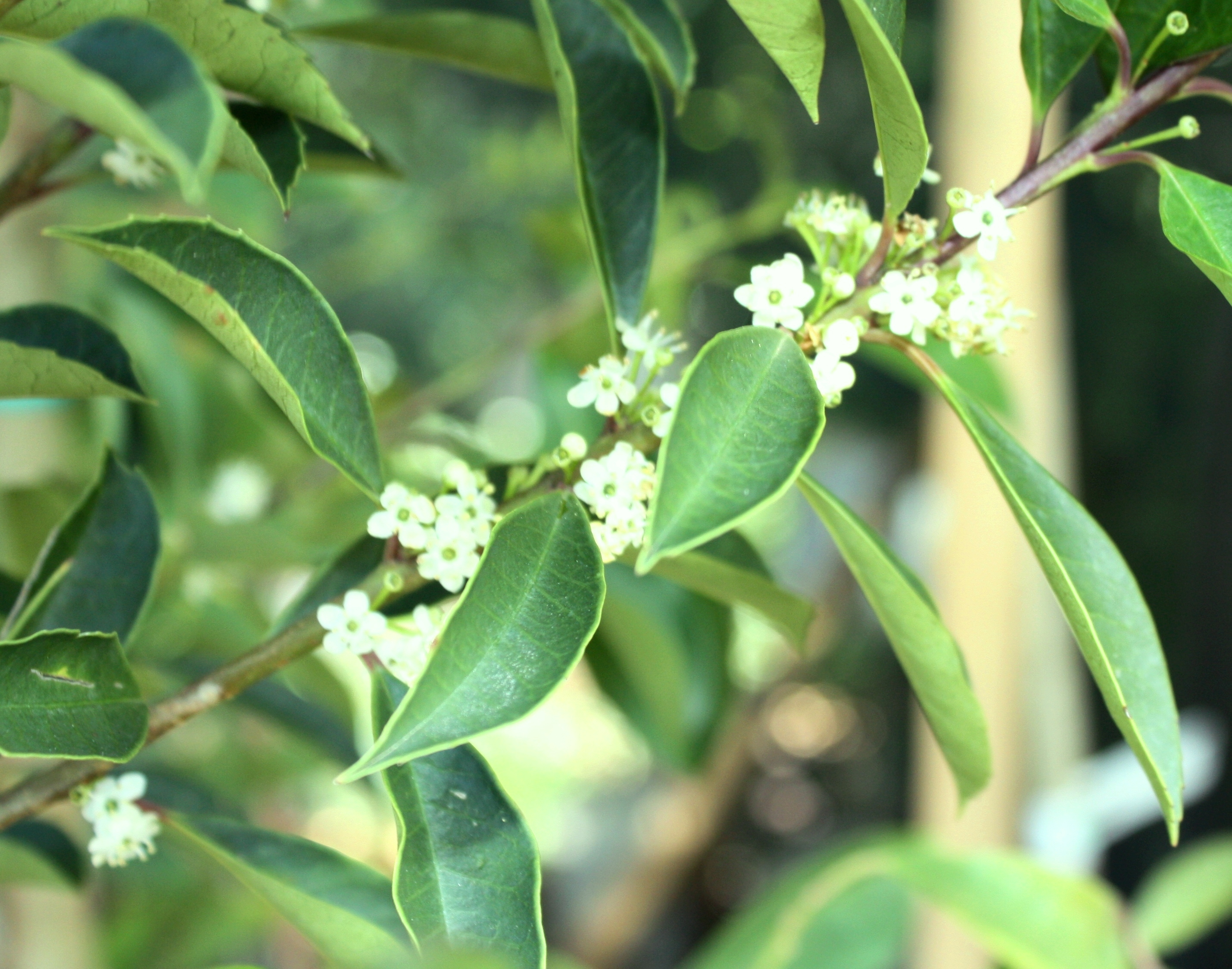
Flors.